# Ларго Зозуля
Ларго Зозуля (7 червня 1903, с. Стружки, Поділля — 30 грудня 1984, Кірраве, Австралія) — поручник Армії УНР.

## Біографічні відомості
До української армії пішов добровольцем у 16 років. Його батька, повстанського отамана, 1921-го розстріляли більшовики. Закінчив лісовий відділ агрономічно-лісового факультету УГА в Подєбрадах. До 1939 р. вчителював у Карпатській Україні. Голова Союзу українських комбатантів Південної Австралії, професор гімназії в м. Глосопі (Південна Австралія). Лицар Хреста Симона Петлюри і Воєнного хреста.
Помер 30 грудня 1984 р. і похований 2 січня 1985 р. в передмісті Сіднея Кірраве.

## Родина
Дружина — Галина, син — Лев.